# Salem Witch Museum
Salem Witch Museum (em tradução literal: Museu das Bruxas de Salem) é uma instituição para a preservação dos fatos históricos ocorridos nos julgamentos das bruxas de Salém.
Localizada em um edifício neogótico da Washington Square North (no Salem Common Historic District), em Salem, Massachusetts, o museu foi fundado em 1972 e seu acervo conta com documentos reais do julgamento.
Entre suas salas e recintos, estão treze cenários em tamanho real que simulam os fatos e atos, através de apresentações diárias, do juri que existiu na cidade e a caçado às bruxas de Salem entre 1692 e 1694. Também possui exposições e apresentações de temas similares.